# Tersilochus nitidipleuris
Tersilochus nitidipleuris är en stekelart som beskrevs av Horstmann 1971. Tersilochus nitidipleuris ingår i släktet Tersilochus och familjen brokparasitsteklar. Inga underarter finns listade i Catalogue of Life.